# مديرية جحانة

تعديل مصدري - تعديل

مديرية جحانة إحدى مديريات محافظة صنعاء اليمنية. بلغ عدد سكانها 50747 نسمة عام 2004. تقع إلى الشرق من العاصمة صنعاء.

## العزل

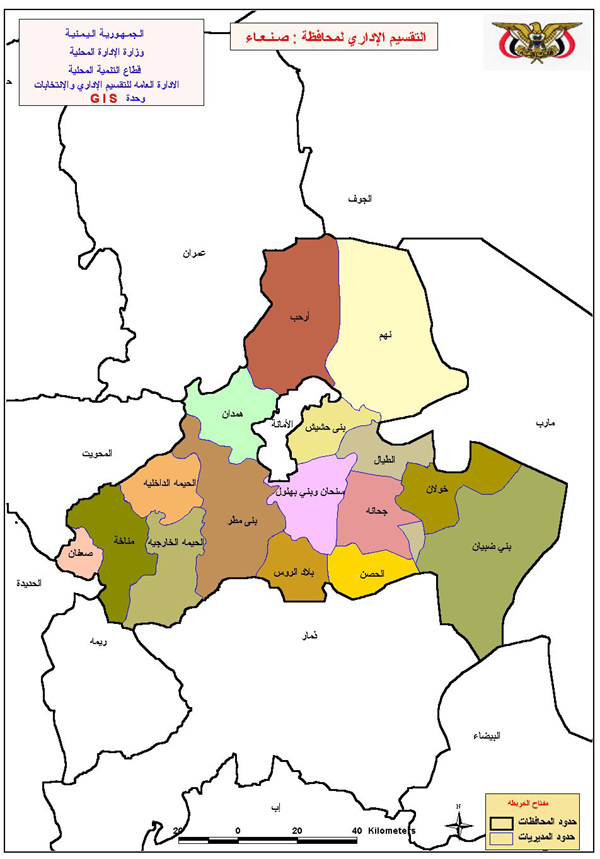
موقع مديرية جحانة في محافظة صنعاء

عزل المديرية :
1. عزلة مسور (صنعاء)
2. عزلة اليمانية السفلى (صنعاء)
3. عزلة حضر (صنعاء)
4. عزلة قروى (صنعاء)
5. عزلة سهمان جحانة (صنعاء)
6. عزلة نهد (صنعاء )